# 日本海沿岸東北自動車道
日本海沿岸東北自動車道（日语：／）是從新潟縣縱貫東北地方日本海沿岸之國土開發幹線自動車道（國幹道）的路線名。略稱為日沿道（日沿道、にちえんどう）。
本條目記述國幹道上的日本海沿岸東北自動車道以及事業名上的日本海沿岸東北自動車道。

## 概要
根據土開發幹線自動車道建設法規定，日本海沿岸東北自動車道如以下表示。
| 起點   | 主要經過地                                                        | 終點   |
| ------ | ----------------------------------------------------------------- | ------ |
| 新潟市 | 村上市附近 鶴岡市附近 酒田市附近 秋田市附近 能代市附近 大館市附近 | 青森市 |

下表所列示為高速自動車國道路線指定政令高速自動車國道的路線所通過的全部區間。
| 起點   | 重要經過地 | 終點   |
| ------ | --- | ------ |
| 新潟市 | 新發田市 胎内市 村上市 新潟縣岩船郡朝日村 鶴岡市 酒田市 仁賀保市 由利本莊市 秋田市 潟上市 秋田縣山本郡三種町 能代市 北秋田市 大館市 同縣鹿角郡小坂町 弘前市 平川市 黑石市 | 青森市 |

連接北陸自動車道與東北縱貫自動車道（東北自動車道），以日本海國土軸的強化為目的。
本道路部分路段與鶴岡市 - 酒田市東北横斷自動車道酒田線、秋田市東北横斷自動車道釜石秋田線、秋田縣鹿角郡小坂町 - 青森市東北縱貫自動車道弘前線重複。

## 事業路線名
※表示為高速自動車國道並行一般國道快速道路（今泉交流道 - 秋田北機場交流道間為秋田縣道）。
- 日本海沿岸東北自動車道 : 新潟機場交流道 - 荒川胎内交流道
- 日本海沿岸東北自動車道（新直轄區間） : 荒川胎内交流道 - 朝日真秀場交流道
- ※國道7號 朝日溫海道路 : 朝日真秀場交流道 - 溫海溫泉交流道
- 日本海沿岸東北自動車道（新直轄区間） : 溫海溫泉交流道 - 鶴岡系統交流道
- 東北横斷自動車道酒田線 : 鶴岡系統交流道 - 酒田湊交流道
- 日本海沿岸東北自動車道（新直轄区間） : 酒田湊交流道 - 遊佐(3)交流道（暫稱）
- ※國道7號 遊佐象潟道路 : 遊佐交流道（暫稱）- 象潟交流道
- ※國道7號 象潟仁賀保道路 : 象潟交流道 - 仁賀保交流道
- ※國道7號 仁賀保本莊道路 : 仁賀保交流道 - 本莊交流道
- 日本海沿岸東北自動車道（新直轄區間） : 本莊交流道 - 岩城交流道
- 日本海沿岸東北自動車道 : 岩城交流道 - 河邊系統交流道
- 東北横斷自動車道釜石秋田線 : 河邊系統交流道 - 秋田北交流道
- ※國道7號 秋田外環狀道路（並行東北横斷自動車道釜石秋田線） : 秋田北交流道 - 昭和男鹿半島交流道
- 日本海沿岸東北自動車道 : 昭和男鹿半島交流道 - 琴丘森岳交流道
- ※國道7號 琴丘能代道路 : 琴丘森岳交流道 - 二井白神交流道
- ※國道7號 二井繞道（基本計畫區間）：二井白神交流道 - 小繋交流道（暫稱）
- ※國道7號 二井今泉道路：小繋交流道（暫稱）- 今泉交流道（暫稱）
- ※秋田縣道325號（部分為鷹巢西道路）：今泉交流道（暫稱）- 秋田機場北交流道（暫稱）
- ※國道7號 鷹巢大館道路 : 秋田北機場（暫稱）- 二井田真中交流道
- ※國道7號 大館西道路 : 二井田真中交流道 - 大館市商人留
- 日本海沿岸東北自動車道（新直轄區間）: 大館市商人留 - 小坂系統交流道
- 東北縱貫自動車道 : 小坂系統交流道 - 青森交流道

## 沿革
- 1987年（昭和62年）6月30日 : 第四次全國總合開發計畫（四全總）內閣會議決定，提出高規格幹線道路之構想。
  - 日本海沿岸縱貫自動車道 : 新潟 - 青森
- 1987年9月1日 : 四全總受到國土開發幹線自動車道建設法修正影響，成為國幹道的預定路線。
- 1989年（平成元年）2月27日 : 基本計畫公告。
  - 新潟 - 村上
  - 本莊 - 河邊
  - 秋田 - 琴丘
- 1991年（平成3年）12月20日 : 基本計畫公告。
  - 村上 - 朝日
  - 溫海 - 鶴岡
  - 象潟 - 本莊
  - 大館 - 小坂
- 1995年（平成7年）11月30日 : 道路審議會答申，以並行一般國道快速道路代替並公告。
  - 象潟仁賀保道路、仁賀保本莊道路、琴丘能代道路、大館西道路
- 1997年（平成9年）2月5日 : 基本計畫公告。
  - 朝日 - 溫海
  - 酒田 - 象潟
  - 琴丘 - 大館

### 新潟〜中條
新潟市（新潟機場交流道）- 胎内市（舊中條町）（中條交流道），27.7公里
- 1991年（平成3年）12月3日 : 策定整備計畫（收費方式）。
- 1993年（平成5年）11月19日 : 施行命令。
- 2002年（平成14年）5月26日 : 新潟機場交流道 - 聖籠新發田交流道通車。
- 2002年10月20日 : 聖籠新發田交流道 - 中條交流道通車。

### 中條〜荒川
胎内市（舊中条町）（中條交流道）- 村上市（舊荒川町）（荒川胎内交流道），9.7公里
- 1996年（平成8年）12月27日 : 國土開發幹線自動車道建設審議會（國幹審），策定整備計畫（收費方式）。
- 1998年（平成10年）4月10日 : 施行命令。
- 2009年（平成21年）7月18日 : 通車

### 荒川〜朝日
村上市（舊荒川町）（荒川胎内交流道）- 同市（舊朝日村）（朝日真秀場交流道），20.9公里
- 1996年12月27日 : 國幹審，策定整備計畫（收費方式）。
- 1998年12月24日 : 施行命令。
- 2006年（平成18年）2月7日 : 第2回國土開發幹線自動車道建設會議切換為新直轄方式。
- 2010年（平成22年）3月28日 : 荒川胎内交流道 - 神林岩船港交流道間通車。
- 2011年（平成23年）3月27日 : 神林岩船港交流道 - 朝日真秀場交流道間通車。

### 朝日〜温海
村上市（朝日真秀場交流道） - 鶴岡市大岩川（溫海溫泉交流道），40.8公里
- 2011年（平成23年）8月24日 : 國土交通相著手計畫階段評估以滿足整備計畫策定之前提[1]。
- 2013年（平成25年）5月15日 : 以一般國道7號朝日溫海道路名義新規事業化[2]。

### 温海〜鶴岡
鶴岡市大岩川（溫海溫泉交流道）- 鶴岡市山田（鶴岡系統交流道 : 山形自動車道）、25.9公里
- 1996年（平成8年）12月27日 : 國幹審，策定整備計畫（收費方式）。
- 1997年（平成9年）12月25日 : 施行命令。
- 2003年（平成15年）12月25日 : 第1回國土開發幹線自動車道建設會議切換為新直轄方式。
- 2012年（平成24年）3月24日 : 通車。

### 酒田〜遊佐
酒田市（酒田湊交流道）- 山形縣飽海郡遊佐町（遊佐(3)交流道）、12.0公里
- 2009年（平成21年）4月27日 : 第4回國土開發幹線自動車道建設會議，策定整備計畫（新直轄方式）。
- 2016年度以後 : 預定以暫定2車道方式啟用[3]

### 遊佐〜象潟
山形縣飽海郡遊佐町（遊佐交流道） - 秋田縣仁賀保市（舊象潟町）（象潟交流道），17.9公里
- 2011年（平成23年）8月24日 : 國土交通相著手計畫階段評估以滿足整備計畫策定之前提[1]。
- 2013年（平成25年）5月15日 : 以一般國道7號遊佐象潟道路名義新規事業化[2]

### 象潟〜仁賀保
秋田縣仁賀保市（舊象潟町）（象潟交流道） - 仁賀保市（舊仁賀保町）（仁賀保交流道），13.7公里
- 2012年（平成24年）10月27日 : 金浦交流道 - 仁賀保交流道 通車
- 2015年（平成27年）10月18日 : 象潟交流道 - 金浦交流道 通車[4]

### 仁賀保〜本莊
秋田縣仁賀保市（舊仁賀保町）（仁賀保交流道） - 由利本莊市二十六木（本莊交流道），12.5公里
- 2007年（平成19年）9月17日 : 兩前寺臨時出入口 - 本荘交流道 通車
- 2012年（平成24年）10月27日 : 仁賀保交流道 - 兩前寺臨時出入口 通車，兩前寺臨時出入口 廢除

### 本莊〜岩城
由利本莊市二十六木（本莊交流道）- 由利本莊市岩城内道川（岩城交流道），21.6公里
- 1996年（平成8年）2月27日 : 策定整備計畫（收費方式）。
- 1997年（平成9年）12月25日 : 施行命令。
- 2003年（平成15年）12月25日 : 第1回國土開發幹線自動車道建設會議切換為新直轄方式。
- 2007年（平成19年）9月17日 : 通車

### 岩城〜河邊
由利本莊市岩城内道川（岩城交流道）- 秋田市（河邊系統交流道），16.7公里
- 1992年（平成4年）1月20日 : 策定整備計畫（收費方式）。
- 1993年（平成5年）11月19日 : 施行命令。
- 2001年（平成13年）7月7日 : 秋田機場交流道 - 河邊系統交流道通車。
- 2002年（平成14年）10月26日 : 岩城交流道 - 秋田機場交流道開通。

### 昭和〜琴丘
潟上市（舊昭和町）（昭和男鹿半島交流道）- 三種町（舊琴丘町）（琴丘森岳交流道），20.7公里
- 1991年（平成3年）12月3日 : 策定整備計畫（收費方式）。
- 1993年（平成5年）11月19日 : 施行命令。
- 2002年（平成14年）9月28日 : 以秋田自動車道名義通車。

### 琴丘〜二井白神
三種町（舊琴丘町）（琴丘森岳交流道） - 能代市二井町（二井白神交流道），33.8公里
- 1983年度 : 舊八龍町鵜川 - 能代市淺内間以國道7號快速道路「八龍能代道路」名義事業化[5]。
- 1987年 : 日沿道被指定為國幹道的預定路線，八龍能代道路以日沿道之密接關連區間整備[5]。
- 1989年度 : 事業區間的起點被延伸至舊琴丘町，名稱則變更為「琴丘能代道路」[5]。
- 1993年3月17日 : 八龍交流道 - 能代南交流道 通車（目前免費）[5]。
- 1994年度 : 事業區間的終點延伸至能代市鰄渕[5]。
- 1995年度 : 事業區間的終點延伸至二井町駒形[5]
- 2001年4月18日 : 琴丘森岳交流道 - 能代南交流道間有針對日本道路公團收費道路的事業許可[6][7]。
- 2002年3月30日 : 琴丘森岳交流道 - 八龍交流道 通車[7]、  琴丘森岳交流道 - 能代南交流道間從國土交通省交由日本道路公團管理[6]。
- 2006年7月29日 : 能代南交流道 - 能代東交流道 開通[8]。
- 2007年8月12日 : 能代東交流道 - 二井白神交流道 通車[8]。

### 二井白神〜秋田北機場
能代市二井町（二井白神交流道） - 北秋田市（秋田北機場交流道），約8公里
二井繞道預計在二井今泉道路、鷹巢西道路通車後事業化。
- 2011年（平成23年）8月24日 : 國土交通相著手計畫階段評估以滿足整備計畫策定之前提[9]。
- 2012年（平成24年）度 - 國道7號（現道）與秋田縣道325號大館能代機場西線之改良工程、繞道工程事業化[10]。
- 2012年（平成24年）8月24日 - 二井今泉道路與鷹巢西道路之中心杭設置式開幕，工程開始[11]。

### 秋田北機場〜大館
北秋田市（秋田北機場交流道） - 大館市（釋迦内停車區），22.7公里
- 1998年（平成10年）12月5日 : 大館西道路 大館南交流道 - 釋迦内臨時出入口（大館北交流道）間（長4.6公里）以暫定2車道方式啟用。
- 2011年（平成23年）12月17日 : 大館西道路 二井田真中交流道 - 大館南交流道間（長2.6公里）以暫定2車道、部分4車道方式啟用[12]。
- 2013年（平成25年）11月30日 : 大館西道路 大館北交流道 - 大館市商人留（長1.6公里）間以暫定2車道方式啟用，大館西道路全線通車[13]。同時釋迦内臨時出入口名稱變更為大館北交流道。
- 2016年（平成28年）10月22日 : 鷹巢大館道路 鷹巢交流道 - 二井田真中交流道間通車[14][15][16]。
- 2017年（平成29年）度 : 鷹巢大館道路 秋田北機場交流道 - 鷹巢交流道間預定通車[15][16]。

### 大館〜小坂
大館市（連續國道7號大館西道路）- 鹿角郡小坂町（小坂系統交流道），14.0公里
- 1996年（平成8年）12月27日 : 國幹審，策定整備計畫（收費方式）。
- 1998年（平成10年）12月24日 : 施行命令。
- 2003年（平成15年）12月25日 : 第1回國土開發幹線自動車道建設會議切換為新直轄方式。
- 2004年（平成16年）5月29日 : 動工儀式。
- 2012年（平成24年）4月20日 : 發下小坂系統交流道附近之地域活性化交流道小坂西交流道（暫稱）連結許可[17]。
- 2013年（平成25年）11月30日 : 以秋田自動車道名義通車，暫稱之小坂西交流道決定名為小坂北交流道[13]。
  - 構造物
    - 釋迦内隧道、大茂内第一隧道、大茂内第二隧道、雪澤第一隧道、雪澤第二隧道
    - 釋迦内橋、大茂内澤橋、大川目澤橋、支根刈澤橋、新遠部川橋

## 事業主體
- 東日本高速公路
  - 新潟支社 : 新潟機場交流道 - 荒川胎内交流道
  - 東北支社 : 鶴岡系統交流道 - 酒田湊交流道、岩城交流道 - 河邊系統交流道 - 秋田北交流道、昭和男鹿半島交流道 - 能代南交流道、小坂系統交流道 - 青森交流道
- 國土交通省
  - 北陸地方整備局新潟國道事務所 : 荒川胎内交流道 - 村上瀨波溫泉交流道、朝日真秀場交流道 - 新潟、山形縣境
  - 北陸地方整備局羽越河川國道事務所 : 村上瀬波溫泉交流道 - 朝日恩秀場交流道
  - 東北地方整備局酒田河川國道事務所 : 新潟、山形縣境 - 鶴岡系統交流道、酒田湊交流道 - 山形縣、秋田縣境
  - 東北地方整備局秋田河川國道事務所 : 山形縣、秋田縣境 - 岩城交流道、秋田北交流道 - 昭和男鹿半島交流道
  - 東北地方整備局能代河川國道事務所 : 能代南交流道 - 二井白神交流道、小繋交流道 - 今泉交流道、秋田北機場交流道 - 小坂系統交流道
- 秋田縣
  - 建設部道路課：北秋田市今泉 - 秋田北機場交流道（秋田縣道325號大館能代機場西線、鷹巢西道路區間）

## 道路名
- 日本海東北自動車道（新潟機場交流道 - 朝日真秀場交流道、溫海溫泉交流道 - 酒田湊交流道、象潟交流道 - 河邊系統交流道）
- 秋田自動車道（河邊系統交流道 - 二井白神交流道、鷹巣交流道 - 小坂系統交流道）
- 東北自動車道（小坂系統交流道 - 青森交流道）

## 通車預定年度
- 朝日真秀場交流道～溫海溫泉交流道 : 未定
- 酒田湊交流道～遊佐 : 2016年度以後[18]
- 遊佐～象潟交流道 : 未定

## 關連項目
- 國土開發幹線自動車道
- 高速自動車國道
- 中部地方道路列表
- 東北地方道路列表

## 外部連結
- 獨立行政法人 日本高速公路保有・債務返還機構 （页面存档备份，存于）
- NEXCO東日本 （页面存档备份，存于）
  - 新潟支社 （页面存档备份，存于）
  - 東北支社 （页面存档备份，存于）
- 國土交通省北陸地方整備局 （页面存档备份，存于）
  - 新潟國道事務所 （页面存档备份，存于）
  - 羽越河川國道事務所 （页面存档备份，存于）
- 國土交通省 東北地方整備局 （页面存档备份，存于）
  - 酒田河川國道事務所 （页面存档备份，存于）
  - 秋田河川國道事務所 （页面存档备份，存于）
  - 能代河川國道事務所 （页面存档备份，存于）